# Eritrichium gracillimum
Eritrichium gracillimum är en strävbladig växtart som beskrevs av Karl Heinz Rechinger. Eritrichium gracillimum ingår i släktet Eritrichium och familjen strävbladiga växter. Inga underarter finns listade i Catalogue of Life.